# 马克·柯克
馬克·史蒂文·柯克（英語：Mark Steven Kirk；1959年9月15日—）是一位共和黨籍的美国政治人物，曾擔任伊利诺伊州的聯邦參議員。
柯克在尚佩恩出生，畢業於康乃爾大學、倫敦政治經濟學院和乔治城大学法律中心。整個80年代和90年代他都在從事法律工作；1989年他加入美國海軍情報辦公室擔任直接委員會主任，1999年被徵召到南斯拉夫參與北约轰炸，其後又參了加對付薩達姆政權的北方守望行動。柯克的最終軍階是中校，在2013年5月從軍隊後備役中退役。
2000年，柯克首次加入美国国会成為聯邦眾議員，在其第五個任期中的2010年11月他取得兩個並行選舉的勝利——完成前任參議員贝拉克·奥巴马最後幾個月的任期及獲得未來六年的任期。2010年11月29日，柯克宣誓就職，並在2011年1月開始他六年的任期。2012年1月，柯克中風，次年才能回到議會履行職責。

## 外部連結
- 馬克·柯克參議院官方網站
- 馬克·柯克參議員競選網站
- 中的“马克·柯克”
- C-SPAN內的頁面（英文）
- Background and collected news at The Washington Post
- 美國國會國家人物傳記大辭典中的傳記
- 由華盛頓郵報維護的投票記錄
- 智慧投票计划中的傳記、投票紀錄及利益集團評級
- Staff salaries, trips and personal finance at LegiStorm.com
- 聯邦選舉委員會中的競選財務報告和數據
- Appearances on C-SPAN programs
- 網路電影資料庫上的亮相頁面
- Works by or about 马克·柯克 in libraries (WorldCat catalog)
- Profile at Ballotpedia

| 美国众议院           | 美国众议院                                                  | 美国众议院             |
| -------------------- | ----------------------------------------------------------- | ---------------------- |
| 前任者： 約翰·波特   | 伊利諾伊州第十國會選區 眾議院議員 2001年－2010年            | 繼任者： 羅伯特·多德   |
| 政党职务             |                                                             |                        |
| 前任者： 艾倫·凱斯   | 美國參議員伊利诺伊州共和黨被提名人 （第3類） 2010年、2016年 | 最新的                 |
| 美国参议院           |                                                             |                        |
| 前任者： 羅蘭·伯里斯 | 伊利诺伊州第3類參議員 2010年－2017年 與迪克·德賓同時在任    | 繼任者： 譚美·達克沃斯 |